# Strahlungen
Strahlungen település Németországban, azon belül Bajorországban. Lakosainak száma 976 fő (2023. december 31.). Strahlungen Salz és Bad Neustadt an der Saale községekkel határos.

## Népesség
A település népessége az elmúlt években az alábbi módon változott:
| Lakosok száma | 772  | 807  | 729  | 818  | 911  | 921  | 919  | 930  | 933  | 976  |
|               | 1875 | 1950 | 1975 | 1987 | 2012 | 2014 | 2016 | 2017 | 2021 | 2023 |